# Dallol

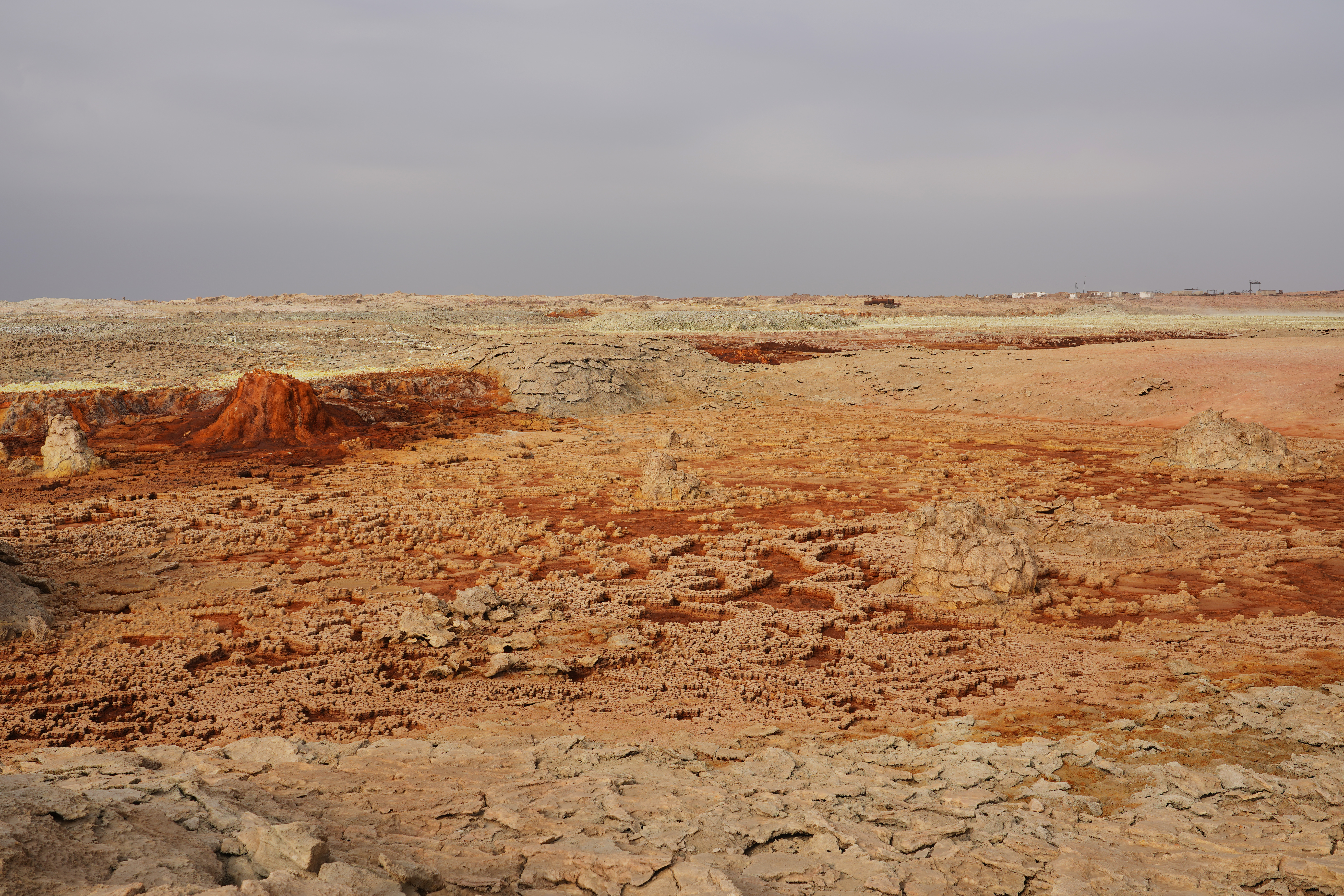

Dallol è una località etiope, situata sul margine del grande Piano del Sale, nella Dancalia settentrionale. All'interno del cratere del vulcano Dallol sono presenti dei geyser, con temperature variabili tra gli 80 e i 100 °C, nelle cui bollenti acque sono presenti soluzioni di sali, in particolare cloruro di potassio, sodio e magnesio. Durante il periodo coloniale, questi depositi vennero sfruttati dalla Compagnia Mineraria dell'Africa orientale, la Comina del Gruppo Montecatini, il cui commercio di cloruro di potassio veniva avviato al piccolo porto di Mersa Fatima sul Mar Rosso, a mezzo di una decauville. La produzione raggiunse un picco nel corso della prima guerra mondiale, quando le Potenze della Triplice Alleanza non poterono più approvvigionarsi di potassa, prodotta nei giacimenti tedeschi di Staßfurt. Lo sfruttamento è ormai cessato da molti anni, e Dallol è attualmente meta di un turismo di élite, affascinato dalle desolate distese dai mille colori della Dancalia.

## Record
- Dallol è il luogo più caldo della Terra. Infatti, dal 1960 al 1966 ha avuto una temperatura media di 34,5 °C[senza fonte].